# Širákov
Širákov és un poble i municipi d'Eslovàquia. Es troba a la regió de Banská Bystrica.

## Història
La primera menció escrita de la vila es remunta al 1303.

## Demografia
| Godina             | 1994 | 2004   | 2014    | 2024    |
| ------------------ | ---- | ------ | ------- | ------- |
| Nombre de persones | 256  | 244    | 205     | 181     |
| Diferència         |      | −4,68% | −15,98% | −11,70% |

| Godina             | 2023 | 2024   |
| ------------------ | ---- | ------ |
| Nombre de persones | 184  | 181    |
| Diferència         |      | −1,63% |